# Maravat
Maravat är en kommun i departementet Gers i regionen Occitanien i sydvästra Frankrike. Kommunen ligger i kantonen Mauvezin som tillhör arrondissementet Condom. År 2022 hade Maravat 46 invånare.

## Befolkningsutveckling
Antalet invånare i kommunen Maravat
Referens:INSEE